# أحمد علي الهمداني
أحمد علي الهمداني (و. 1938  م) هو سياسي يمني، ولد في عدن، تولى منصب وزير الزراعة والري في حكومة عبد العزيز عبد الغني (15 أكتوبر 1980–12 نوفمبر 1983)، ومن ثم في حكومة عبد الكريم الإرياني (12 نوفمبر 1983–14 نوفمبر 1985).